# Casa Single
Casa Single és un edifici modernista del municipi del Pla de Santa Maria protegit com a bé cultural d'interès local.

## Descripció
Edifici aïllat, però integrat en el conjunt de la fàbrica tèxtil propera. Té planta rectangular i coberta de teula a dues vessants amb dos nivells. La façana principal presenta planta baixa, un pis amb terrassa delimitada per una barana de balustres, i un petit cos central, elevat sobre el conjunt, amb finestres d'arc rebaixat. Al primer pis hi ha una gran porta rectangular centrada i dues més estretes, una a cada costat, totes elles estan envoltades per motllures i tenen decoració floral a les llindes, motiu que es repeteix a la imposta que separa el primer pis del cos elevat. La decoració de la resta de façanes segueix línia ornamental.

## Història
La construcció de l'edifici se situa a l'inici del segle xx, lligada a la ubicació al Pla de Santa Maria d'una indústria tèxtil de gran importància per a la vila. Del mateix període són els 40 habitatges que l'empresa va fer construir en un terreny proper per tal d'allotjar-hi els treballadors. En la dècada del 1960 la fàbrica va canviar de propietaris, i actualment es dedica a la fabricació de lones sota la firma Fills de Francesc Sanz S.A. amb central a Barcelona.
Actualment no hi viu ningú. La fàbrica de lones ja no funciona. La Fàbrica tèxtil del Pla de Santa és propietat de l'ajuntament, que condiciona els espais per a la seva utilització. És un important patrimoni industrial i modernista del Pla, uns espais amb molt d'encant i grans possibilitats d'actuació i de lleure.